# 57-я улица — Седьмая авеню (линия Бродвея, Би-эм-ти)
|           |   |   |   |   |   |   |           |
| N · R · W | · | · | Q | Q | · | · | N · R · W |

|           |   |   |   |   |   |   |           |
| N · R · W | · | · | Q | Q | · | · | N · R · W |

«57-я улица — Седьмая авеню» (англ. 57th Street–Seventh Avenue) — станция Нью-Йоркского метрополитена, расположенная на линии Бродвея, Би-эм-ти. Станция находится в Манхэттене, в округе Мидтаун, на пересечении Седьмой авеню с 57-й улицей. На станции останавливаются маршруты: N (круглосуточно), Q (круглосуточно), R (круглосуточно, кроме ночи) и W (в будни днём и вечером до 23:00). Экспресс-пути используются маршрутом Q (круглосуточно). Локальные пути используются маршрутами: N (круглосуточно), R (круглосуточно, кроме ночи) и W (в будни днём и вечером до 23:00). Приставка Seventh Avenue была добавлена, чтобы эту станцию можно было различить с другой одноимённой 57th Street, которая находится на линии Шестой авеню в одном квартале к востоку.
Станция состоит из четырёх путей и двух островных платформ, является самой северной станцией линии Бродвея, расположенной на четырёхпутном её участке. К северу от станции четырёхпутная линия превращается в двухпутную и поворачивает на восток (маршруты: N круглосуточно, R круглосуточно, кроме ночи, и W в будни днём и вечером до 23:00). Кроме того, от экспресс-путей отходит продолжение на север, которое чуть дальше тоже поворачивает на восток — к северным путям реконструированной станции Лексингтон-авеню — 63-я улица и затем на линию Второй авеню, открывшуюся в 2017 году. На экспресс-путях станции останавливаются те поезда, которые идут на линию Второй авеню, а на локальных все остальные. К югу и к северу от станции расположено несколько перекрёстных съездов.
Станция претерпела две реконструкции: одну в конце 1970-х годов, другую в 1992—1993 годах. В ходе каждой из них были восстановлены оригинальные мозаики с названием станции на стенах, отремонтированы лестницы, заменена и улучшена система освещения. Отреставрированы и платформы, установлены новые указатели. Тем не менее лифты на станции были установлены лишь в 2021 году.
До постройки линии 63-й улицы центральные пути за станцией заканчивались тупиками и использовались для оборота поездов. От северного конца платформ до тупиков пути продолжались метров 400. Строительство линии 63-й улицы на участке до станции Лексингтон-авеню — 63-я улица проходило с 1971 по 1978 год, однако регулярное движение по ней началось только 1 января 2017 года.
Компания BMT предполагала продлить линию Бродвея под Восьмой авеню. Были даже проведены предварительные работы, построены первые 500 метров тоннелей, там даже уложены пути. Но после объединения компаний планы изменились и эти два ответвления, как и весь проект, забросили. Пути лежат там до сих пор — их можно увидеть через окно в поезде. Линию было решено продлить в сторону Куинса, что впоследствии и было сделано.

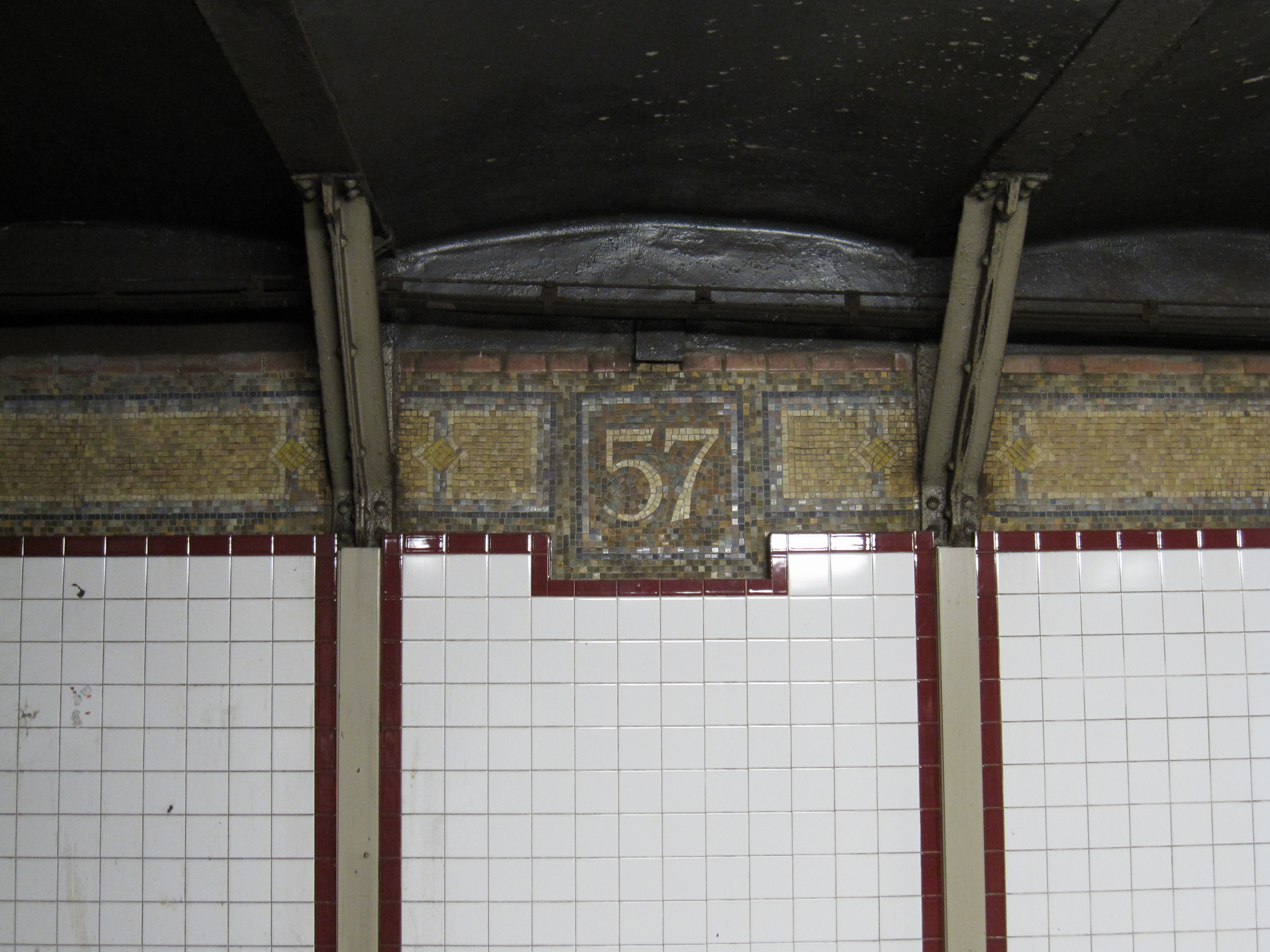
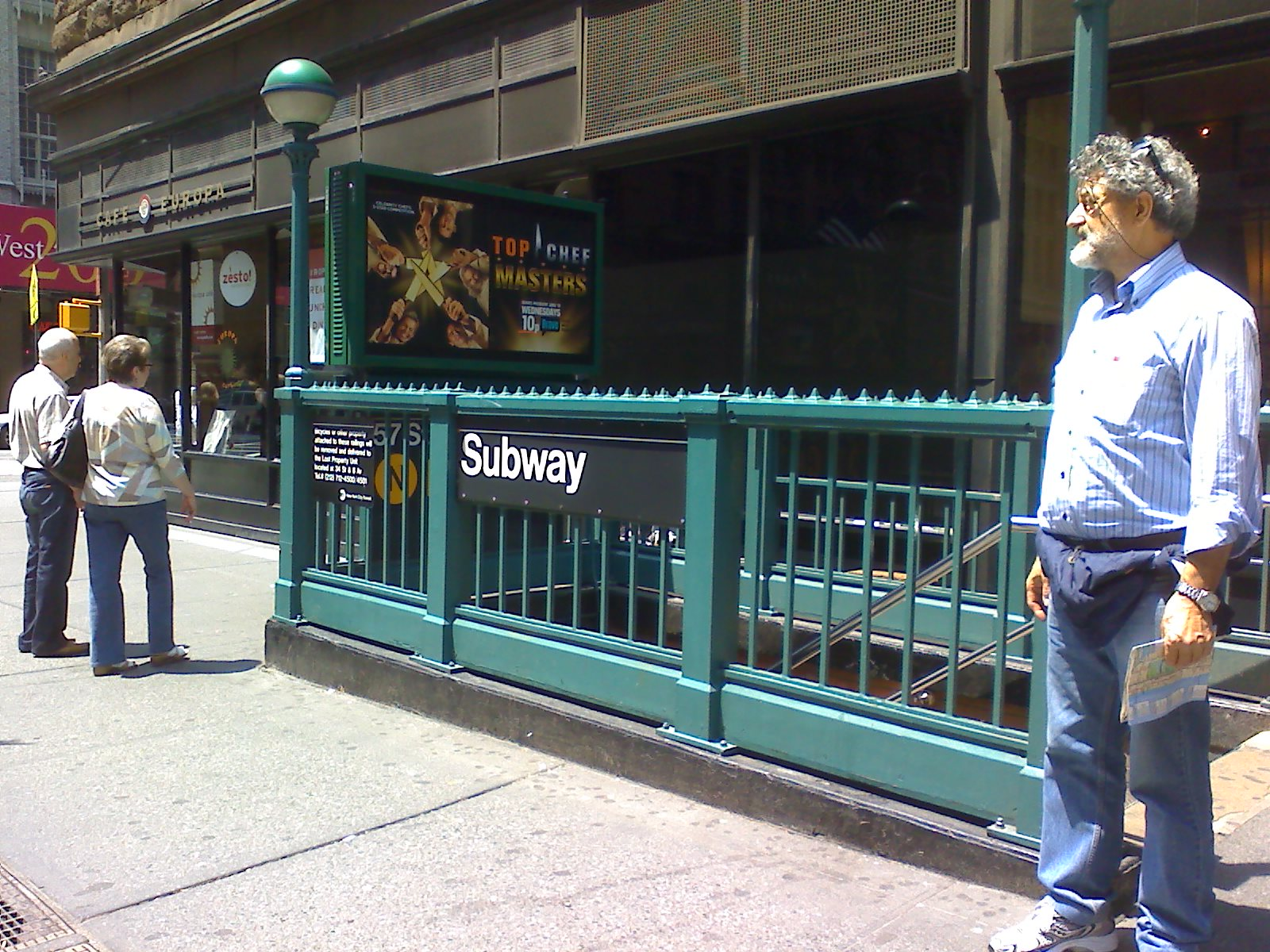